# Aarón Hernández
Aarón Alexander Hernández Bolaños (* 6. März 2000) ist ein salvadorianischer Leichtathlet, der sich auf den Mittelstreckenlauf spezialisiert hat. Aktuell ist er Inhaber des Landesrekordes im 1500-Meter-Lauf.

## Sportliche Laufbahn
Erste internationale Erfahrungen sammelte Aarón Hernández im Jahr 2019, als er bei den Zentralamerikameisterschaften in Managua in 4:00,35 min den fünften Platz im 1500-Meter-Lauf belegte und über 5000 Meter mit 15:49,05 min auf den sechsten Platz gelangte. Anschließend belegte er bei den U20-Panamerikameisterschaften in San José in 4:06,21 min den neunten Platz über 1500 Meter und gelangte mit 16:07,68 min auf Rang zehn im 5000-Meter-Lauf. 2021 belegte er bei den Zentralamerikameisterschaften in San José in 1:54,98 min den fünften Platz im 800-Meter-Lauf und gewann über 1500 Meter in 3:59,80 min die Silbermedaille hinter dem Costa Ricaner Juan Diego Castro. Anschließend siegte er bei den U23-NACAC-Meisterschaften ebendort in 3:57,37 min über 1500 Meter und sicherte sich über 800 Meter in 1:54,47 min die Bronzemedaille hinter Castro und dem Jamaikaner Tyrese Reid. Im Jahr darauf belegte er bei den Zentralamerikameisterschaften in Managua in 1:55,08 min bzw. 4:02,08 min jeweils den sechsten Platz über 800 und 1500 Meter und 2023 gewann er bei den Zentralamerikameisterschaften in San José in 1:51,35 min die Bronzemedaille über 800 Meter hinter dem Panamaer Chamar Chambers und José Pablo Elizondo aus Costa Rica. Zudem belegte er in 3:57,59 min den vierten Platz über 1500 Meter. Anschließend gelangte er bei den Zentralamerika- und Karibikspielen in San Salvador mit neuem Landesrekord von 3:52,12 min auf den achten Platz über 1500 Meter. Im Jahr darauf gewann er bei den Zentralamerikameisterschaften in San Salvador in 3:54,06 min die Silbermedaille über 1500 Meter und sicherte sich in 1:52,40 min die Bronzemedaille über 800 Meter. 2025 schied er bei den Hallenweltmeisterschaften in Nanjing mit 3:57,77 min im Vorlauf über 1500 Meter aus.
2021 wurde Hernández salvadorianischer Meister im 800- und 1500-Meter-Lauf.

## Persönliche Bestleistungen
- 800 Meter: 1:51,35 min, 6. Mai 2023 in San José
- 1000 Meter: 2:27,4 min, 19. März 2022 in San Salvador (salvadorianischer Rekord)
- 1500 Meter: 3:52,12 min, 6. Juli 2023 in San Salvador (salvadorianischer Rekord)
  - 1500 Meter (Halle): 3:57,77 min, 21. März 2025 in Nanjing
- 5000 Meter: 15:49,05 min, 22. Juni 2019 in Managua